# توبوليف تو-444
توبوليف تو-444 (بالإنجليزية: Tupolev Tu-444)‏ هي طائرة نفاثة ثنائية المحركات أسرع من الصوت من صناعة الشركة الروسية توبوليف مصممة خصيصا لرجال الأعمال.